# Électrode normale à hydrogène
Pour les articles homonymes, voir ENH.
Ne doit pas être confondu avec électrode standard à hydrogène.
 (juillet 2023).
Une électrode normale à hydrogène ou ENH est une électrode de référence utilisée en chimie analytique et en électrochimie. Elle correspond à une tentative de réalisation pratique de l'électrode standard à hydrogène (ESH), introduite par Joel Henry Hildebrand (en) en 1913. Elle ne présente acune importance fondamentale ou opérationnelle mais présente un intérêt historique. Le terme ENH est parfois utilisé comme synonyme de ESH (électrode standard à hydrogène) avec laquelle elle ne doit pourtant pas être confondue.

Schéma d'électrode ENH.

## Description
L'électrode normale à hydrogène est constituée d'une solution aqueuse contenant des ions hydronium (noté H3O+, ou ions H+), dans laquelle un flux d'hydrogène gazeux (H2) est insufflé. Un fil de platine (Pt), inerte chimiquement, est plongé dans cette solution et assure l'échange d'électrons entre la phase gazeuse et la solution.
Elle est symbolisée par la notation schématique suivante : 
{\displaystyle {\rm {Pt\mid H_{2(g)},H_{(aq)}^{+}}}}.
L'électrode met en œuvre le couple redox {\displaystyle {\rm {H_{(aq)}^{+}/H_{2(g)}}}} et repose sur la réaction de réduction des protons H+ (H3O+) :
{\displaystyle {\rm {2\ H^{+}+2\ e^{-}\rightleftharpoons H_{2}}}}.
dans les conditions : 
- pression de l'hydrogène gazeux pH2 = 1 bar ;
- concentration 1 mol{\displaystyle \cdot }L-1 d'acide fort non spécifié (d'où l'appellation « normale », qui fait référence à une concentration 1 N[3]) ;
- température de 25 °C.

En appliquant l'équation de Nernst, on obtient l'expression du potentiel E de l'électrode :
{\displaystyle E=E^{o}(H^{+}/H_{2})+{\frac {RT}{2F}}\ln {{\Biggl (}{\frac {\gamma (H^{+})^{2}}{\gamma (H_{2})}}{\Biggr )}}+{\frac {RT}{2F}}\ln {{\Biggl (}{\frac {c(H^{+})^{2}}{p(H_{2})}}{\Biggr )}}}. 
Où :
- {\displaystyle E^{o}(H^{+}/H_{2})} est le potentiel standard du couple {\displaystyle H_{2}/H^{+}},
- {\displaystyle R} est la constante des gaz parfaits,
- {\displaystyle T} est la température en kelvins,
- {\displaystyle F} est la constante de Faraday,
- {\displaystyle \gamma } est le coefficient d'activité chimique.